# Listă de filme franceze din 1915
Aceasta este o listă de filme franceze din 1915:
| Titlu                                         | Regizor       | Actori                        | Gen   | Note |
| --------------------------------------------- | ------------- | ----------------------------- | ----- | ---- |
| Aimer, pleurer, mourir                        |               |                               |       |      |
| L'Ambitieuse                                  |               |                               |       |      |
| Amour sacré                                   |               |                               |       |      |
| André Cornélis                                |               |                               |       |      |
| L'Angoisse au foyer                           |               |                               |       |      |
| Après 305 jours de guerre, le moral du soldat |               |                               |       |      |
| L'Armée française après neuf mois de guerre   |               |                               |       |      |
| L'Artillerie française sur le front           |               |                               |       |      |
| L'Auréole de la gloire                        |               |                               |       |      |
| Autos-canons sur le front de bataille         |               |                               |       |      |
| Autour d'une bague                            |               |                               |       |      |
| Le traquenard                                 | Paul Garbagni | Irène Bordoni, Fernand Mailly | Crime |      |
| '                                             |               |                               |       |      |